# Hans Ruedi Giger
Pour les articles homonymes, voir Giger.
Hans Ruedi Giger, plus connu en tant que H.R. Giger, né le 5 février 1940 à Coire (Suisse) et mort le 12 mai 2014 à Zurich (Suisse) est un plasticien, graphiste, illustrateur, sculpteur et designer suisse.

## Biographie

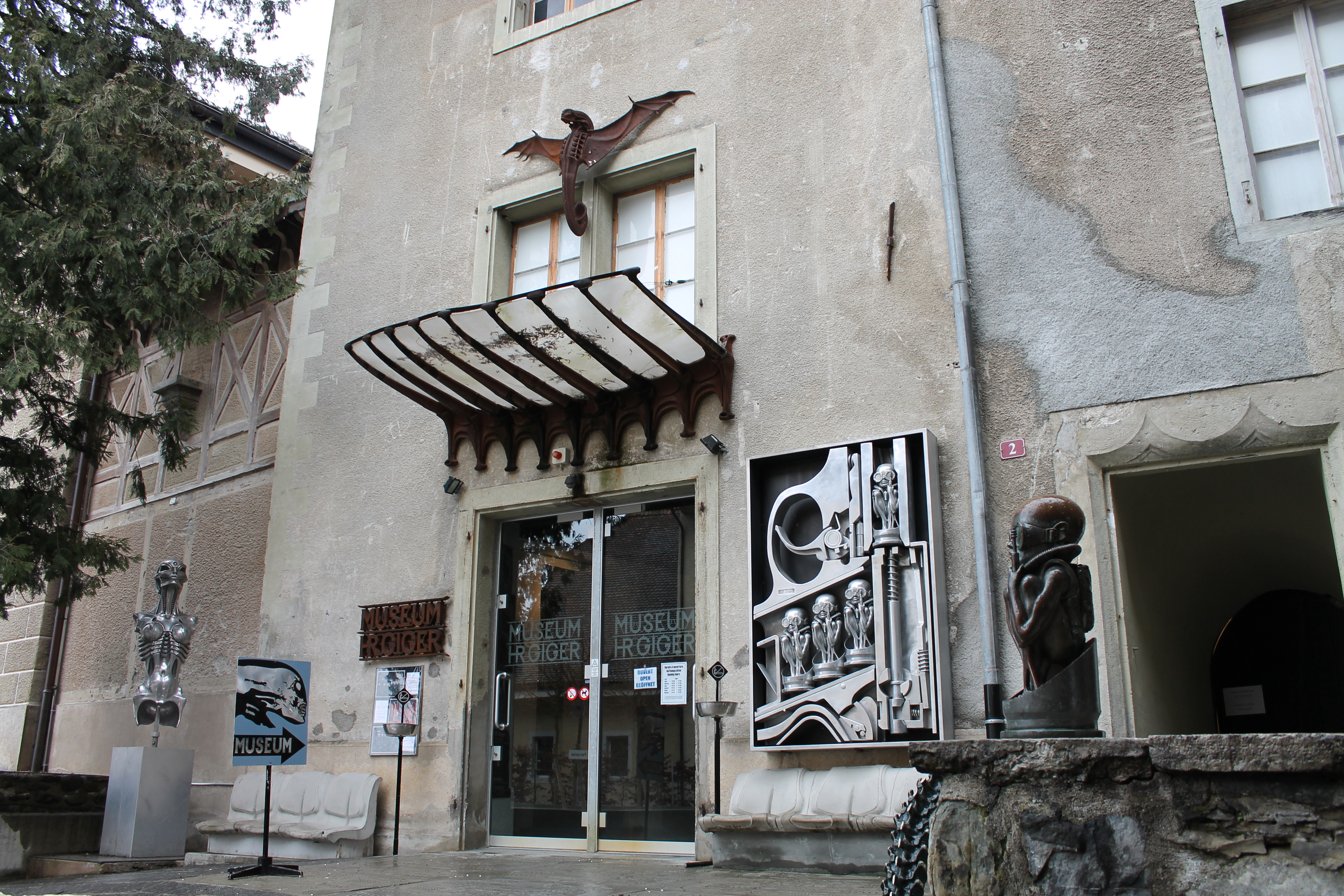
Entrée du musée HR Giger Museum de Gruyères.

Hans Ruedi Giger se passionne très jeune pour la création fantastique et surréaliste, et entame des études d'architecture et de dessin industriel à Zurich. Après un emploi de décorateur d'intérieur, il devient artiste à temps plein et se lance dans le cinéma en réalisant divers courts métrages documentaires. Il continue parallèlement de dessiner ses étranges visions fantasmagoriques et cauchemardesques, mêlant l'organique et la mécanique, et signe des œuvres mutantes à la frontière des deux mondes. Cette nouvelle forme d'art, qui s'inspire notamment des univers formels de Dado, Gustave Moreau, d'Hector Guimard et de Hans Bellmer, sera nommée par lui-même la biomécanique.
Giger était un ami personnel de Timothy Leary.
Depuis le 20 juin 1998, il existe un musée HR Giger dans le bourg médiéval de Gruyères en Suisse, en face duquel un café est entièrement décoré de sculptures biomécaniques (sièges, bar, voûte).
Il meurt le 12 mai 2014 à Zurich, à l'âge de 74 ans, des suites des blessures causées par une chute accidentelle. Il est inhumé au cimetière de Gruyères, dans le canton de Fribourg.

## Collaborations cinématographiques

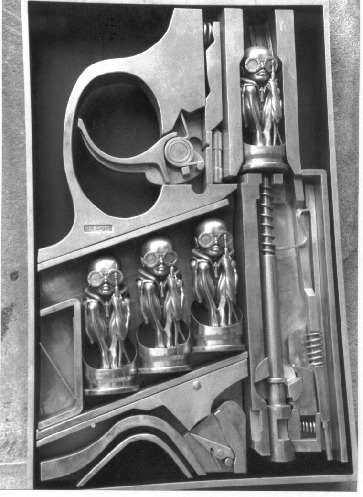
Birth machine

En 1975, il est approché pour travailler sur le projet d'adaptation de Dune par Alejandro Jodorowsky, pour lequel il conçoit l'environnement des Harkonnen. Il y travaille jusqu’en 1977, année où le projet est abandonné, les financiers s’étant retirés – les travaux produits à cette occasion sont visibles dans ses livres.
Son travail ayant néanmoins été remarqué, il est engagé pour créer la créature et le vaisseau spatial extraterreste du film Alien, le huitième passager, de Ridley Scott, qui sort en 1979. Il partage l’Oscar 1980 des effets spéciaux pour ce film,.
Les deux premiers épisodes de la série Alien connaissent un grand succès au cinéma. Giger n’a cependant pas été contacté pour le design des créatures du deuxième film. Son nom apparait au générique du troisième volet, en tant que designer des créatures. Dans Alien, la résurrection, quatrième film de la série, sa conception originelle ne se retrouve pratiquement plus à l’écran : les créatures n’y ont jamais été aussi « organiques », oubliant quelque peu la « biomécanique » du premier film, pourtant concept novateur et fondamental de son travail.
En 1982, Giger travaille sur Le Touriste, film devant être réalisé par Brian Gibson. Le succès phénoménal de E.T., l'extra-terrestre de Steven Spielberg conduit à l'abandon de ce projet.
Participation de Giger à Poltergeist 2, sorti en 1986. Il ne parvient pas à imposer la démesure macabre conçue pour une scène d’invocation spectrale.
Giger dessine quelques croquis et peint deux toiles de grande taille de la créature Goho Dohji, pour le film Teito monogatari (Tokyo the Last Megalopolis) en 1987.
En 1988-1989, Giger travaille sur The Train (Dead Reckoning) avec Ridley Scott. Ce dernier quitte le projet qui est repris par Joel Silver, puis par Roland Emmerich. Un temps renommé Isobar, ce projet de film ne se fera finalement pas.
Participation minime au film Batman Forever en 1994. Giger planche sur la voiture de Batman, la batmobile. Il propose quelques croquis qui ne sont pas retenus par la production.
Giger travaille sur La Mutante (Species – 1995). La fin du film lui échappe car des images de synthèse, trop graphiques et « propres », y prennent le dessus. Néanmoins, son travail alimente l'atmosphère du film, dans lequel une entité matricielle et meurtrière, associé à ses obsessions ésotériques dans une ambiance gore, contribue au succès relatif du film.

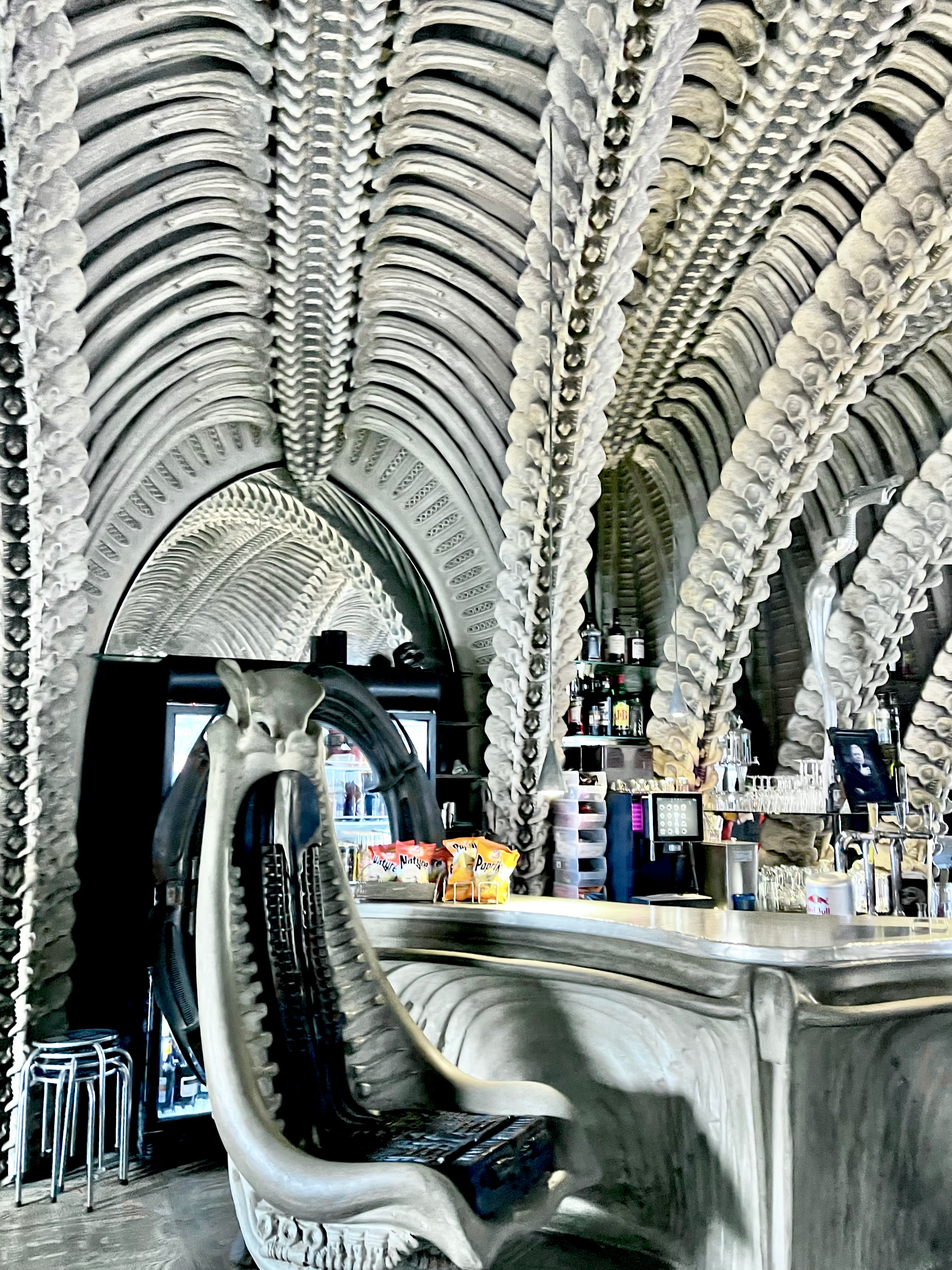
Chaise Harkonnen et intérieur du Giger Bar photographié en 2023.

Giger s’investit dans Dead Star produisant de nombreux dessins et peintures, finalement non portés à l’écran.
À partir de 2010, Giger est contacté par Ridley Scott afin de prendre part à l'élaboration esthétique de Prometheus. Le scénario situe l'action avant le film original, avec l'idée de retrouver l'esprit d'origine tout en se permettant une certaine marge d'innovation. Giger n'y est ni scénariste, ni second réalisateur, néanmoins sur le tournage, son influence est dite supérieure à celle qu'il avait eu le film de 1979.

## Travaux

#### Ouvrages collectifs
1996 Erotic Biomannerism, Éd. Tréville, Tokyo, (Japon). Regroupe neuf artistes autour du « corps machine » – dont Hackbarth, Beksinski, Hayashi, Poumeyrol – et dont Giger est le chef de file. Texte de Stéphan Lévy-Kuentz.

#### Revue
Omni

### Filmographie
- 1968 : Swissmade
- 1979 : Alien
- 1986 : Poltergeist 2
- 1988 : 帝都物語 <Teito Monogatari> (titre anglais : Tokyo: the Last Megalopolis)
- 1992 : Alien 3
- 1995 : La Mutante
- 2010 : Prometheus

### Pochettes d'albums
- 1969 : The Shiver de Walpurgis
- 1973 : Brain Salad Surgery de Emerson, Lake and Palmer
- 1974 : Mummies de Floh de Cologne
- 1977 : Pictures de Island
- 1978 : Attahk de Magma
- 1980 : Johanni wants three dead de Oser, Weber & Burder
- 1981 : KooKoo de Deborah Harry (Blondie)
- 1981 : The Jam Was Moving (single) de Debbie Harry
- 1981 : SFX Museum volume 4 Special make-up
- 1985 : To Mega Therion de Celtic Frost
- 1985 : Frankenchrist des Dead Kennedys (poster).
- 1987 : Freedom for the Slaves de Pankow
- 1989 : Atomic Playboys de Steve Stevens
- 1990 : Hallucinations de Atrocity
- 1991 : Recesses for the Depraved de Sacrosanct
- 1992 : Danzig III: How the Gods Kill de Danzig (repris sur son œuvre de 1976, Meister und Margeritha)
- 1993 : Heartwork de Carcass
- 1994 : Hide Your Face de Hide
- 2010 : Eparistera Daimones de Triptykon
- 2014 : Melana Chasmata de Triptykon

### Jeux vidéo
- 1992 : Dark Seed
- 1995 : Dark Seed 2

### Exposition
- 2012, participation à l'exposition Silent Hill de Masahiro Ito à la galerie Chappe[9].

### Divers
- 1999 : Mylenium Tour : décor, statue de la déesse Isis.

- 2002 : Le pied de micro de Jonathan Davis, chanteur de Korn.
- 2005, le constructeur de guitare Ibanez commande le design d'une série H.R. Giger, avec les modèles RGTHRG1 (Type RG) et ICHRG2 (Type Iceman). Les modèles RGTHRG2 (Type RG), RGHRG1 (Type RG) et SHRG1Z (Type S) sont venus compléter la série depuis.

- 2014 : Deux planches de skateboard pour la marque Supreme.

- Il a dessiné le label du spiritueux aux plantes d'absinthes Brevans HR Giger, distillé par Matter-Luginbühl en Suisse.

## Dans la culture populaire
- William Gibson évoque Giger et son style artistique à plusieurs reprises dans son roman Lumière virtuelle.

- Biomechanik de Manu le Malin. DVD tourné chez H.R.Giger, en Suisse. Le DJ Manu le Malin a trouvé dans le terme « biomécanique » un univers qui correspond à son style de musique. L'influence se poursuit avec Biomechanik 2 et 3[10].

## Documentaire sur H.R. Giger et son travail
- 2010 : H.R. Giger Revealed
- 2014 : Dark Star — l'Univers de H.R. Giger